# Hyperballad
Hyperballad est une chanson de l'album Post de la chanteuse islandaise Björk.

## Le clip
Le clip de la chanson a été réalisé par Michel Gondry.